# Miss Helyett (opérette)
Pour l’article homonyme, voir Miss Helyett.

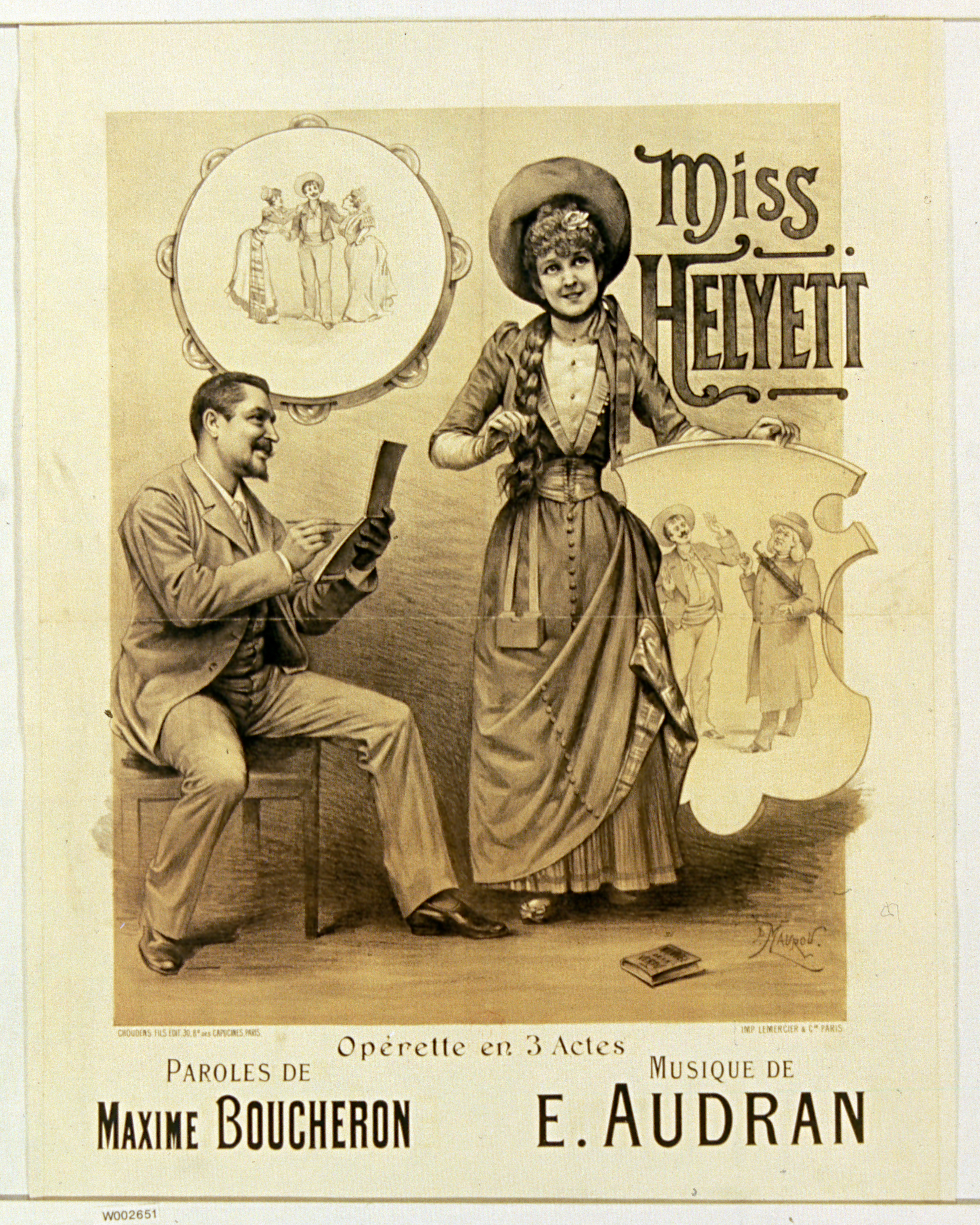
Affiche lithographiée (1890) de Paul Maurou.

Miss Helyett est une opérette en 3 actes de Maxime Boucheron et Edmond Audran créée et représentée pour la première fois le 12 novembre 1890 aux Bouffes-Parisiens avec dans le rôle-titre Biana (Bibiane Augustine) Duhamel.

## Argument
Fille de pasteur américain promise à un négociant de Chicago, Miss Helyett Smithson est en villégiature avec son père au Casino-Hôtel d'une ville d'eaux des Pyrénées, où séjournent également artistes, épicuriens et danseurs. Alors qu'elle se promène seule en montagne comme chaque jour, elle chute dans un ravin. Retenue de justesse par une branche accrochée à son jupon, elle est sauvée par un passant à qui sont dévoilés les dessous de la prude jeune femme. Mais qui est-ce ?

## Distribution
- Biana Duhamel : Miss Helyett Smithson
- Montrouge : le pasteur Smithson
- Jannin : James Richter
- Albert-Alexandre Piccaluga : Paul Landrin
- Fernand Tauffenberger : Puycardas
- Saint-Laurent : Manuela
- Marguerite Macé-Montrouge : la señora Fernandez
- Désiré : Paul Bacarel

## Fiche technique
- Livret : Maxime Boucheron
- Musique : Edmond Audran

## Adaptation
L'opérette a été adaptée au cinéma en 1933 par Hubert Bourlon et Jean Kemm, avec Josette Day dans le rôle principal de Miss Helyett.

## Hommage
Une rose est dédiée à cette opérette par Fauque & fils en 1909, sous le nom de 'Miss Helyett'.